# Черногубовское сельское поселение
Черногубовское се́льское поселе́ние — упразднённое муниципальное образование в составе Калининского района Тверской области, существовавшее в 2005 — 2023 годах.
Центр поселения — деревня Черногубово.
Черногубовское сельское поселение образовано в 2005 году, включило в себя территорию Черногубовского сельского округа.
Законом Тверской области от 26.05.2023 № 25-ЗО муниципальное образование было упразднено с включением всех населённых пунктов в состав Калининского муниципального округа.

## Географические данные
- Общая площадь: 42,8 км².
- Нахождение: центральная часть Калининского района, к северу от города Тверь.
  - Граничит:
    - на севере — с Кулицким СП и Михайловским СП,
    - на юго-востоке — с городом Тверь,
    - на юго-западе — с Заволжским СП,
    - на западе — с Медновским СП.

Главная река — Тверца.

## Транспорт
Поселение пересекает Октябрьская железная дорога (главный ход Москва — Санкт-Петербург).

## Население
На 01.01.2008 — 1749 человек.

## Населенные пункты
На территории поселения находятся следующие населённые пункты:
| №  | Тип нп  | Название                                               | Население (2008 год) |
| -- | ------- | ------------------------------------------------------ | -------------------- |
| 1  | дер.    | Черногубово                                            | 388                  |
| 2  | дер.    | Андрианово                                             | 62                   |
| 3  | дер.    | Батино                                                 | 29                   |
| 4  | ж-д.ст. | Брянцево                                               | 69                   |
| 5  | дер.    | Ветлино                                                | 20                   |
| 6  | дер.    | Городище                                               | 162                  |
| 7  | дер.    | Дубровки                                               | 121                  |
| 8  | дер.    | Мельниково                                             | 54                   |
| 9  | дер.    | Новое Брянцево                                         | 84                   |
| 10 | дер.    | Павловское                                             | 28                   |
| 11 | дер.    | Пепелышево                                             | 6                    |
| 12 | дер.    | Сакулино                                               | 101                  |
| 13 | дер.    | Труд                                                   | 128                  |
| 14 | н.п.    | Отдельные дома Санатория Черногубово                   | 343                  |
| 15 | н.п.    | Отдельные Дома Госпиталя Инвалидов Отечественной Войны | 128                  |
| 16 | дер.    | Шаблино                                                | 31                   |

На территории поселения находятся 11 садоводческих товариществ и несколько пионерских лагерей.